# Boismont (Somme)
Boismont település Franciaországban, Somme megyében. Lakosainak száma 457 fő (2022. január 1.). Boismont Arrest, Estrébœuf, Mons-Boubert, Noyelles-sur-Mer, Saigneville és Saint-Valery-sur-Somme községekkel határos.

## Népesség
A település népességének változása:
| Lakosok száma | 481  | 483  | 496  | 475  | 471  | 474  | 474  | 472  | 457  |
|               | 2013 | 2015 | 2016 | 2017 | 2018 | 2019 | 2020 | 2021 | 2022 |